# Курикка
Ку́рикка (фин. Kurikka) — город в губернии Южная Финляндия в Финляндии.
Численность населения составляет 14 599 человек (2010). Город занимает площадь 913,53 км² из которых водная поверхность составляет 7,81 км². Плотность населения — 16,12 чел/км².

## Города-побратимы
- Окельбу, Швеция
- Мельхус, Норвегия
- Хольмегор, Дания